# Bob Shankly
Robert Shankly, meglio noto come Bob, (Glenbuck, 25 febbraio 1910 – maggio 1982) è stato un allenatore di calcio e calciatore scozzese, di ruolo attaccante.

## Biografia
Shankly aveva quattro fratelli, tra i quali è da citare Bill, che giocò nella nazionale scozzese e fu, tra le altre, allenatore del Liverpool Football Club. La figlia Margaret sposò il calciatore Jimmy Briggs, colonna del Dundee Utd per tutti gli anni 1960.

## Carriera

### Calciatore
Cresciuto nel Glenbuck Cherrypickers, club ove giocarono anche i quattro fratelli, compreso Bill. Dopo un passaggio agli inglesi del Tunbridge Wells, nel 1930 è all'Alloa Athletic, società con cui giocherà sino al 1933, anno in cui viene ingaggiato dal Falkirk, società militante nella massima serie scozzese.
Nella sua prima stagione con i Bairns, la 1933-1934, ottiene il decimo posto finale. La stagione seguente Shankly con il suo club retrocede nella serie cadetta, riuscendo però la stagione seguente a riconquistare il diritto di giocare in massima serie. Nella stagione 1936-1937 il club ottiene il settimo posto finale, a cui segue un quarto in quella seguente e nella stagione 1938-1939 Shankly con il suo club ottiene il quinto posto finale. Dopo questo torneo il campionato scozzese si fermò a causa dell'intervento britannico nella seconda guerra mondiale.

### Allenatore
Ritiratosi dal calcio giocato divenne l'allenatore del Falkirk, con cui retrocede nella serie cadetta scozzese nella Scottish Division A 1950-1951. Ritornato in massima serie, ottiene nella stagione 1952-1953 il tredicesimo posto, risultato bissato la stagione seguente. Nella stagione 1954-1955 ottiene il decimo posto finale, a cui seguono due quattordicesimi posti in quella seguente ed in quella successiva.
Nella stagione 1957-1958 passa ad allenare il Third Lanark, con cui ottiene il quattordicesimo posto finale. L'anno seguente chiude il campionato all'undicesimo posto.
Dopo aver iniziato la stagione 1959-1960 alla guida del Third Lanark, passa al Dundee, con cui vince la Scottish Division One 1961-1962. Nella stagione 1962-1963 ottiene il nono posto finale ed arriva a disputare le semifinali della Coppa dei Campioni 1962-1963.
Nelle ultime due stagioni alla guida del Dundee ottiene due sesti posto nelle stagioni 1963-1964 e 1964-1965.
Nella stagione 1965-1966 diventa allenatore dell'Hibernian, con cui ottiene il sesto posto finale. L'anno seguente ottiene il quinto posto finale.
Nell'estate 1967 con gli Hibs disputò l'unica edizione del campionato dell'United Soccer Association, lega che poteva fregiarsi del titolo di campionato di Prima Divisione su riconoscimento della FIFA: quell'edizione della Lega fu disputata utilizzando squadre europee e sudamericane in rappresentanza di quelle della USA, che non avevano avuto tempo di riorganizzarsi dopo la scissione che aveva dato vita al campionato concorrente della National Professional Soccer League; gli scozzesi rappresentarono i Toronto City Soccer Club. Gli Hibs, nelle veci del Toronto City non superò le qualificazioni per i play-off, chiudendo la stagione al terzo posto della Eastern Division.
Nella stagione 1967-1968 Shankly con i suoi ottiene il terzo posto finale, mentre nell'ultima stagione alla guida dei biancoverdi ottiene il dodicesimo posto finale nella Scottish Division One 1968-1969.
Dal 1970 al 1973 è alla guida dello Stirling Albion Football Club.

## Statistiche da allenatore
In grassetto le competizioni vinte.
| Stagione               | Squadra                | Campionato             | Campionato | Campionato | Campionato | Campionato | Coppe nazionali | Coppe nazionali | Coppe nazionali | Coppe nazionali | Coppe nazionali | Coppe continentali | Coppe continentali | Coppe continentali | Coppe continentali | Coppe continentali | Altre coppe | Altre coppe | Altre coppe | Altre coppe | Altre coppe | Totale | Totale | Totale | Totale | Vittorie % | Piazzamento        |
| Stagione               | Squadra                | Comp                   | G          | V          | N          | P          | Comp            | G               | V               | N               | P               | Comp               | G                  | V                  | N                  | P                  | Comp        | G           | V           | N           | P           | G      | V      | N      | P      | %          | Piazzamento        |
| ---------------------- | ---------------------- | ---------------------- | ---------- | ---------- | ---------- | ---------- | --------------- | --------------- | --------------- | --------------- | --------------- | ------------------ | ------------------ | ------------------ | ------------------ | ------------------ | ----------- | ----------- | ----------- | ----------- | ----------- | ------ | ------ | ------ | ------ | ---------- | ------------------ |
| 1950-1951              | Falkirk                | SDA                    | 30         | 7          | 4          | 19         | SC              | 1               | 0               | 0               | 1               | -                  | -                  | -                  | -                  | -                  | SLC         | 6           | 1           | 1           | 4           | 37     | 8      | 5      | 24     | 21,62      | 16º, Retrocessione |
| 1951-1952              | Falkirk                | SDB                    | 30         | 18         | 7          | 5          | SC              | 4               | 1               | 2               | 1               | -                  | -                  | -                  | -                  | -                  | SLC         | 8           | 6           | 1           | 1           | 42     | 25     | 10     | 7      | 59,52      | 2º, Promozione     |
| 1952-1953              | Falkirk                | SDA                    | 30         | 11         | 4          | 15         | SC              | 4               | 2               | 1               | 1               | -                  | -                  | -                  | -                  | -                  | SLC         | 6           | 2           | 2           | 2           | 40     | 15     | 7      | 18     | 37,50      | 13º                |
| 1953-1954              | Falkirk                | SDA                    | 30         | 9          | 7          | 14         | SC              | 1               | 0               | 0               | 1               | -                  | -                  | -                  | -                  | -                  | SLC         | 6           | 2           | 2           | 2           | 37     | 11     | 9      | 17     | 29,73      | 13º                |
| 1954-1955              | Falkirk                | SDA                    | 30         | 8          | 8          | 14         | SC              | 3               | 2               | 0               | 1               | -                  | -                  | -                  | -                  | -                  | SLC         | 6           | 1           | 1           | 4           | 39     | 11     | 9      | 19     | 28,21      | 12º                |
| 1955-1956              | Falkirk                | SDO                    | 34         | 11         | 6          | 17         | SC              | 1               | 0               | 0               | 1               | -                  | -                  | -                  | -                  | -                  | SLC         | 6           | 2           | 1           | 3           | 41     | 13     | 7      | 21     | 31,71      | 14º                |
| 1956-gen. 1957         | Falkirk                | SDO                    | 25         | 5          | 5          | 15         | SC              | 0               | 0               | 0               | 0               | -                  | -                  | -                  | -                  | -                  | SLC         | 6           | 2           | 1           | 3           | 31     | 7      | 6      | 18     | 22,58      | esonerato          |
| Totale Falkirk         | Totale Falkirk         | Totale Falkirk         | 209        | 69         | 41         | 99         |                 | 14              | 5               | 3               | 6               |                    | -                  | -                  | -                  | -                  |             | 44          | 16          | 9           | 19          | 267    | 90     | 53     | 124    | 33,71      |                    |
| 1957-1958              | Third Lanark           | SDO                    | 34         | 13         | 7          | 14         | SC              | 4               | 3               | 0               | 1               | -                  | -                  | -                  | -                  | -                  | SLC         | 8           | 4           | 2           | 2           | 46     | 20     | 9      | 17     | 43,48      | 14º                |
| 1958-1959              | Third Lanark           | SDO                    | 34         | 11         | 10         | 13         | SC              | 5               | 3               | 1               | 1               | -                  | -                  | -                  | -                  | -                  | SLC         | 6           | 1           | 1           | 4           | 45     | 15     | 12     | 18     | 33,33      | 11º                |
| Totale Third Lanark    | Totale Third Lanark    | Totale Third Lanark    | 68         | 24         | 17         | 27         |                 | 9               | 6               | 1               | 2               |                    | -                  | -                  | -                  | -                  |             | 14          | 5           | 3           | 6           | 91     | 35     | 21     | 35     | 38,46      |                    |
| 1959-1960              | Dundee                 | SDO                    | 34         | 16         | 10         | 8          | SC              | 1               | 0               | 0               | 1               | -                  | -                  | -                  | -                  | -                  | SLC         | 6           | 2           | 0           | 4           | 41     | 18     | 10     | 13     | 43,90      | 4º                 |
| 1960-1961              | Dundee                 | SDO                    | 34         | 13         | 6          | 15         | SC              | 1               | 0               | 0               | 1               | -                  | -                  | -                  | -                  | -                  | SLC         | 8           | 6           | 0           | 2           | 43     | 19     | 6      | 18     | 44,19      | 10º                |
| 1961-1962              | Dundee                 | SDO                    | 34         | 25         | 4          | 5          | SC              | 1               | 0               | 0               | 1               | -                  | -                  | -                  | -                  | -                  | SLC         | 6           | 2           | 2           | 2           | 41     | 27     | 6      | 8      | 65,85      | 1º                 |
| 1962-1963              | Dundee                 | SDO                    | 34         | 12         | 9          | 13         | SC              | 5               | 3               | 1               | 1               | CC                 | 8                  | 5                  | 0                  | 3                  | SLC         | 6           | 2           | 0           | 4           | 53     | 22     | 10     | 21     | 41,51      | 9º                 |
| 1963-1964              | Dundee                 | SDO                    | 34         | 20         | 5          | 9          | SC              | 7               | 5               | 1               | 1               | -                  | -                  | -                  | -                  | -                  | SLC         | 8           | 5           | 1           | 2           | 49     | 30     | 7      | 12     | 61,22      | 6º                 |
| 1964-1965              | Dundee                 | SDO                    | 34         | 15         | 10         | 9          | SC              | 1               | 0               | 0               | 1               | CdC                | 2                  | 1                  | 0                  | 1                  | SLC         | 6           | 3           | 0           | 3           | 43     | 19     | 10     | 14     | 44,19      | 6º                 |
| Totale Dundee          | Totale Dundee          | Totale Dundee          | 204        | 101        | 44         | 59         |                 | 16              | 8               | 2               | 6               |                    | 10                 | 6                  | 0                  | 4                  |             | 40          | 20          | 3           | 17          | 270    | 135    | 49     | 86     | 50,00      |                    |
| 1965-1966              | Hibernian              | SDO                    | 34         | 16         | 6          | 12         | SC              | 2               | 1               | 0               | 1               | CdF                | 2                  | 1                  | 0                  | 1                  | SLC         | 10          | 7           | 1           | 2           | 48     | 25     | 7      | 16     | 52,08      | 6º                 |
| 1966-1967              | Hibernian              | SDO                    | 34         | 19         | 4          | 11         | SC              | 4               | 2               | 1               | 1               | -                  | -                  | -                  | -                  | -                  | SLC         | 6           | 4           | 0           | 2           | 44     | 25     | 5      | 14     | 56,82      | 5º                 |
| 1967                   | Toronto City           | USA                    | 12         | 4          | 5          | 3          | -               | -               | -               | -               | -               | -                  | -                  | -                  | -                  | -                  | -           | -           | -           | -           | -           | 12     | 4      | 5      | 3      | 33,33      | 3º                 |
| 1967-1968              | Hibernian              | SDO                    | 34         | 20         | 5          | 9          | SC              | 2               | 1               | 0               | 1               | CdF                | 6                  | 2                  | 1                  | 3                  | SLC         | 6           | 3           | 1           | 2           | 48     | 26     | 7      | 15     | 54,17      | 3º                 |
| 1968-1969              | Hibernian              | SDO                    | 34         | 12         | 7          | 15         | SC              | 1               | 0               | 0               | 1               | CdF                | 6                  | 5                  | 0                  | 1                  | SLC         | 10          | 7           | 1           | 2           | 51     | 24     | 8      | 19     | 47,06      | 12º                |
| Totale Hibernian       | Totale Hibernian       | Totale Hibernian       | 132        | 77         | 22         | 33         |                 | 9               | 4               | 1               | 4               |                    | 14                 | 8                  | 1                  | 5                  |             | 32          | 21          | 3           | 8           | 187    | 110    | 27     | 50     | 58,82      |                    |
| 1970-1971              | Stirling Albion        | SDO                    | 36         | 12         | 8          | 16         | SC              | 2               | 1               | 0               | 1               | -                  | -                  | -                  | -                  | -                  | SLC         | 6           | 1           | 4           | 1           | 48     | 26     | 7      | 15     | 54,17      | 12º                |
| 1971-1972              | Stirling Albion        | SDO                    | 36         | 21         | 8          | 7          | SC              | 1               | 0               | 0               | 1               | -                  | -                  | -                  | -                  | -                  | SLC         | 8           | 5           | 1           | 2           | 51     | 24     | 8      | 19     | 47,06      | 3º                 |
| 1972-1973              | Stirling Albion        | SDO                    | 36         | 19         | 9          | 8          | SC              | 3               | 1               | 1               | 1               | -                  | -                  | -                  | -                  | -                  | SLC         | 6           | 2           | 1           | 3           | 51     | 24     | 8      | 19     | 47,06      | 3º                 |
| Totale Stirling Albion | Totale Stirling Albion | Totale Stirling Albion | 108        | 52         | 25         | 31         |                 | 6               | 2               | 1               | 3               |                    | -                  | -                  | -                  | -                  |             | 20          | 8           | 6           | 6           | 134    | 62     | 32     | 40     | 46,27      |                    |
| Totale carriera        | Totale carriera        | Totale carriera        | 733        | 327        | 154        | 252        |                 | 54              | 25              | 8               | 21              |                    | 24                 | 14                 | 1                  | 9                  |             | 150         | 70          | 24          | 56          | 961    | 436    | 187    | 338    | 45,37      |                    |

## Palmarès

### Giocatore

#### Competizioni nazionali
- Scottish Second Division: 1

Falkirk: 1935-1936

### Allenatore

#### Competizioni nazionali
- Campionato scozzese: 1

Dundee: 1961-1962